# Spectraallijn

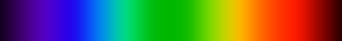
Continu spectrum

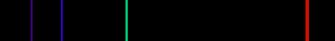
Emissiespectrum

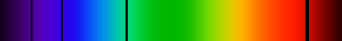
Absorptiespectrum

Een spectraallijn is een emissielijn of een absorptielijn die correspondeert met respectievelijk het uitzenden of het absorberen van een golflengte binnen het elektromagnetisch spectrum door een stralingsbron.

## Vingerafdruk
Elke chemische stof en atoomtype heeft een kenmerkend stel spectraallijnen. Zo geven spectraallijnen een soort vingerafdruk van de bijbehorende stof of het atoomtype.
De reden hiervan is dat elektronen in een bepaalde stof alleen heel specifieke energieniveaus kunnen hebben. Als er een invallend foton een energie, dus een golflengte, heeft die overeenkomt met het verschil tussen twee energieniveaus, zal het geabsorbeerd worden en is er voor die golflengte een absorptielijn. Omgekeerd zal, als het elektron weer terugvalt, weer een foton met die specifieke energie uitgezonden worden, dus is er een emissielijn.

## Invloeden
Verschillende omstandigheden hebben invloed op de spectraallijnen:
- Zuivere spectraallijnen ontstaan bij losse atomen of moleculen, of in gassen waarin de atomen of moleculen elkaar niet beïnvloeden.
- Bij gassen onder hogere druk zullen de energieniveaus beïnvloed worden, waardoor de spectraallijnen iets verschuiven. Over het algemeen wordt een spectraallijn breder naarmate de druk hoger is.
- Het zeemaneffect is het verschijnsel dat in een sterk magnetisch veld spectraallijnen worden gesplitst .
- Als de materie die de spectraallijnen uitzendt, zich beweegt van de waarnemer af of naar hem toe, verschuiven de spectraallijnen door het dopplereffect naar langere en naar kortere golflengtes, dus meer naar rood respectievelijk blauw. Verschuiving naar het rood wordt roodverschuiving genoemd.
- De individuele atomen of moleculen bewegen zich in gassen op hoge temperatuur bewegen en verschuiven de spectraallijnen door het dopplereffect.

## Spectroscopie
Door nauwkeurige waarneming van de spectraallijnen kan daarom veel afgeleid worden over de omstandigheden ter plaatse, en spectroscopie is dan ook een belangrijk analysemiddel.
Vooral in de astronomie, waar de fysieke toegang tot het onderwerp onmogelijk is, is spectroscopie een onmisbaar hulpmiddel. Sterren worden dan ook ingedeeld naar hun spectraalklasse, en door middel van de roodverschuiving is aangetoond dat het heelal uitdijt. Astronomen gebruiken vaak filters, prisma's of tralies om naar telkens één spectraallijn te kijken om daaruit dingen te meten waarvoor de spectraallijn gevoelig is.

## Emissie- en absorptielijnen
De frequenties van het waterstofspectrum worden door de Rydberg-formule gegeven.
Fraunhoferlijnen zijn absorptielijn in een absorptiespectrum.
De straling van een atomaire spectraallijn kan uitgedrukt worden met behulp van een emissiecoëfficiënt {\displaystyle \varepsilon } die een dimensie heeft van energie per tijd, volume en ruimtehoek. De energie die uitgestraald wordt door een volume-element {\displaystyle \mathrm {d} V} gedurende een tijd {\displaystyle \mathrm {d} t} in een bundel met ruimtehoek {\displaystyle \mathrm {d} \Omega } is:
{\displaystyle \varepsilon \,\mathrm {d} t\,\mathrm {d} V\,\mathrm {d} \Omega }
Er geldt:
{\displaystyle \varepsilon ={\frac {h\nu }{4\pi }}n_{2}A_{21}}
met {\displaystyle n_{2}} de dichtheid van de stralende atomen, en {\displaystyle A_{21}} de Einstein-coëfficiënt voor spontane emissie, die vastligt voor elk paar energieniveaus. Volgens de wet van Kirchhoff is de absorptie van een atoom nauw verbonden met de emissie. De absorptiecoëfficiënt {\displaystyle \kappa } heeft een dimensie van 1 / lengte. {\displaystyle \kappa \mathrm {d} x}  geeft het deel van de intensiteit die geabsorbeerd wordt bij een frequentie {\displaystyle \nu } over een afstand {\displaystyle \mathrm {d} x} in een absorberend stof. De absorptiecoëfficiënt wordt gegeven door:
{\displaystyle \kappa ={\frac {h\nu }{4\pi }}\,(n_{1}B_{12}-n_{2}B_{21})}
met {\displaystyle I_{\nu }} de spectrale stralingsintensiteit bij een frequentie {\displaystyle \nu }, {\displaystyle n_{1}} de dichtheid van de absorberende atomen op het lage energieniveau, {\displaystyle n_{2}} de dichtheid van de atomen op het hoge energieniveau van waaruit spontane emissie kan plaatsvinden, en {\displaystyle B_{12}} en {\displaystyle B_{21}} de Einstein-coëfficiënten voor respectievelijk de absorptie en geïnduceerde emissie. Net als de coëfficiënt {\displaystyle A_{21}} zijn deze constant voor elk tweetal energieniveaus.
Als er lokaal thermodynamisch evenwicht heerst, kunnen de dichtheden van de atomen, zowel van aangeslagen atomen als die in de grondtoestand, berekend worden aan de hand van de Maxwell-Boltzmann-verdeling, maar in andere gevallen, bijvoorbeeld lasers, wordt de berekening ingewikkelder.
De genoemde vergelijkingen gaan niet in op het belang van de vorm (profiel) van de spectrale lijn. Ze kunnen uitgebreid worden door vermenigvuldiging met een formule voor het genormaliseerde spectrale profiel.

## Trivia
- Het element helium is ontdekt doordat in het spectrum van de zon onbekende lijnen voorkwamen. Men trok terecht de conclusie dat het om een tot dan toe onbekend element moest gaan en noemde het element naar de zon, naar de Griekse zonnegod Helios. Pas later werd de aanwezigheid ervan op aarde ook aangetoond.
- De streepjescode zou van het principe van spectraallijnen zijn afgeleid. Hoewel zowel spectrum als streepjescode ter identificatie kunnen dienen hebben ze verder echter niets met elkaar te maken.

airy-schijf · amplitude · brekingsindex · brewsterhoek · dopplereffect · fase · foto-elektrisch effect · frequentie · fresnelvergelijkingen · fresnel-zoneplaat · getal van Abbe · golffront · golflengte · holografie · intensiteit · interferometer ·  laser · lasersnijden · lichtenergie · lichtgrootheden en -eenheden · lichtmeter · lichtsnelheid · lichtsterkte · lichtstroom · Mach-Zehnder-interferometer · Michelson-interferometer · ooggevoeligheid · optische vezel · polarimeter · polarisatie · poynting-vector · principe van Huygens-Fresnel · principe van Fermat · prisma · schlierenoptica · specifieke lichtstroom · stralingsdeler · tralie · transversale golf · verlichtingssterkte · wet van Bragg
infrarood · kleur · licht · monochromatisch licht · spectrum · ultraviolet · wit licht
absorptie · coherentie · diffractie · dispersie · interferentie · lichtbreking · reflectie · totale interne reflectie · transmissie
emissie · gestimuleerde emissie · fluorescentie · fosforescentie · luminantie · luminescentie
fluorescentiespectroscopie · spectraalanalyse · spectraallijn · Spectroscopie · UV/VIS-spectroscopie
halo · newtonring
David Brewster · Christian Doppler · Charles Fabry · Pierre de Fermat · Joseph von Fraunhofer · Dennis Gabor · Augustin Fresnel · Heinrich Hertz · Christiaan Huygens · Hendrik Lorentz · Albert Michelson · James Clerk Maxwell · Edward Morley · Isaac Newton · Alfred Pérot · Thomas Young